# Doc McGhee
 (mars 2013).
Si vous disposez d'ouvrages ou d'articles de référence ou si vous connaissez des sites web de qualité traitant du thème abordé ici, merci de compléter l'article en donnant les références utiles à sa vérifiabilité et en les liant à la section « Notes et références ».
Pour les articles homonymes, voir McGhee.
Doc McGhee est un manager de musique américain, connu pour travailler avec Kiss, Bon Jovi et Mötley Crüe. Les deux derniers groupes ont connu leur ascension vers la célébrité sous sa direction. Il a également travaillé avec Hootie and the Blowfish.
Il a participé à une télé-réalité pour VH1 appelée Supergroup avec Scott Ian, Ted Nugent, Evan Seinfeld, Sebastian Bach et Jason Bonham.

## Groupes gérés
- Mötley Crüe (1982-1989)
- Bon Jovi (1984-1991)
- Guns N' Roses (2010-2011)
- Kiss (1996 -)
- Skid Row (1988 -)
- The Front (1989 - 1994)
- Hootie and the Blowfish
- Scorpions
- Benise
- Jypsi (2007-2010)
- Nico Vega (2009-2010)
- Night Ranger (2007 -)
- X Crooked (2007-2008)
- Vintage Trouble (2010 -)
- Drew Davis Band

## Artistes solo gérés
- Niteflyte 1978-1982
- Bonnie McKee (2004-2009)
- Cheyenne Kimball (2007 -)
- Darius Rucker
- Ted Nugent
- Paul Stanley
- Sacha Edwards